# Dave Wolpe
David „Dave“ Wolpe (* 16. Juli 1936 in San Bernardino), Kalifornien ist ein amerikanischer Posaunist des Modern Jazz, der vor allem als Arrangeur hervorgetreten ist.

## Leben und Wirken
Dave Wolpe war von 1960 bis 1964 als Mitglied der amerikanischen Streitkräfte im Raum Stuttgart stationiert; in dieser Zeit spielte er mit den Bands von Conny Jackel und Wolfgang Trattner sowie mit der Modern Jazz Crew. Nach seiner Rückkehr in die Vereinigten Staaten gehörte er bis 1968 zu den The Norad Commanders der North American Air Defense Command, mit der er jährlich Alben einspielte. Dann arbeitete er zunächst als Studiomusiker; Ende der 1980er Jahre war er der Lead-Posaunist in der Bigband von Les Brown. In den nächsten Jahren machte er sich dann einen Namen als Arrangeur und schrieb für Ray Anthony, die Falconaires, das Glen Miller Orchestra, Terry Myers, Tony Banks, Joe Battaglia, William Noll oder Madeleine Vergari. Seine Arrangements wurden auch von Sabu Martinez, vom Swiss Jazz Orchestra, der University of Florida Jazz Band und zahlreichen weiteren Interpreten eingespielt und sind auch im Handel erhältlich.

## Lexikalische Einträge
- Jürgen Wölfer: Jazz in Deutschland. Das Lexikon. Alle Musiker und Plattenfirmen von 1920 bis heute. Hannibal, Höfen 2008, ISBN 978-3-85445-274-4.